# Terminal Mercado
La Terminal Mercado es una terminal municipal de la Ciudad de São Paulo, es el punto final del Expresso Tiradentes. La terminal está integrada con la Terminal Parque Dom Pedro II a través de túneles aéreos.

## Servicios
La terminal cuenta con:
- Ascensor: Uno de ellos está en la plataforma de desembarque, y otro en la plataforma de embarque.
- Sanitarios
- Bebedero
- Escaleras Mecánicas (son cuatro, siendo dos para el lado de embarque, y otras dos para el lado de desembarque)

## Líneas Atendidas
La terminal es la estación Final del Expresso Tiradentes. El mismo cuenta con solamente tres líneas.

### En operación
| Línea | Prefijo | Destino                 |
| ----- | ------- | ----------------------- |
| 5105  | 10      | Terminal Sacomã         |
| 5109  | 10      | Terminal Vila Prudente  |
| 5109  | 51      | São Mateus via Expresso |

- Datos: Q10380623